# Jaime Hernandez
Jaime Hernandez é um cartunista americano, conhecido por seu trabalho na revista em quadrinhos americana Love and Rockets, ao lado de seus irmãos Gilbert  e Mario. A série foi indicada ao Kirby Award na categoria de "Melhor Série em Preto-e-Branco" nas três edições do prêmio, em 1985, 1986 e 1987, vencendo a segunda.
Após 1987, a Fantagraphics, editora responsável pelo prêmio, decidiu encerrá-lo, e instituiu o Prêmio Harvey. Hernandez acumularia várias indicações ao novo prêmio, vencendo-o em 1992, 2000 e 2003 na categoria "Melhor Arte-Final", em 2001 na categoria "Melhor Desenhista" e em 2007 na categoria "Melhor Cartunista".